# 復興廣播電臺
復興廣播電臺是一家隸屬於中華民國國防部出身的國營廣播電臺，簡稱復興電臺、FHBS。

## 概況

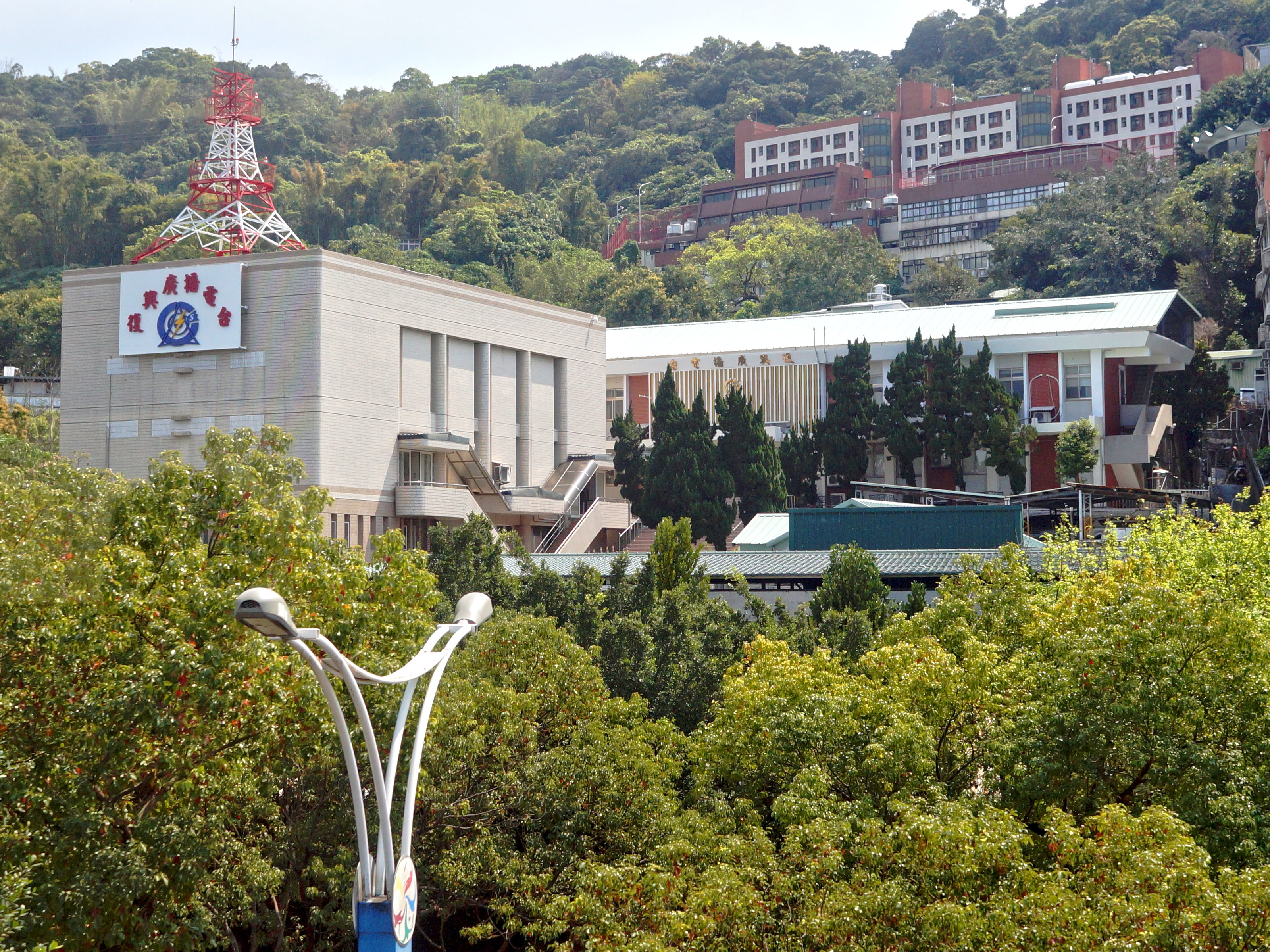
復興廣播電台總台

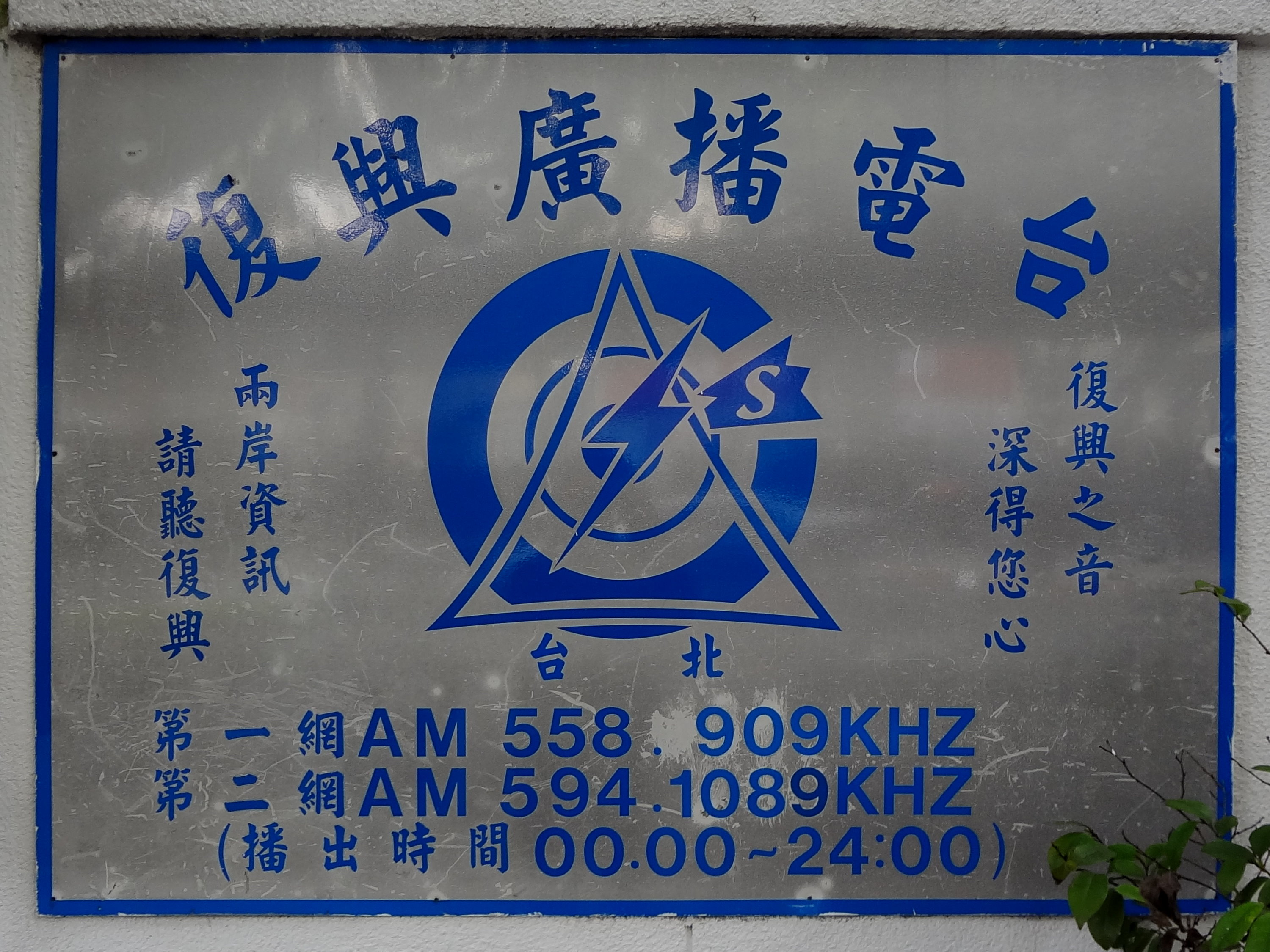
復興廣播電台總台廣告板

復興廣播電臺於民國46年（1957年）8月1日開播（開幕典禮由影星穆虹剪綵，中央通訊社持有當時的照片），此後至民國75年（1986年）構建完成31個電台。民國83年（1994年），配合李登輝政府開放廣播頻道，復興廣播電台裁併宜蘭台等29個分台。民國84年（1995年）7月1日，復興廣播電台定位為「兩岸資訊專業電台」，提供台海兩岸相關資訊。
1990年，復興廣播電台節目部主任董京阮表示，復興廣播電台成立之目的為反制中國共產黨統戰，最初二年並未製作節目，只發射強力電波，與中共電波「在空中打架」，被戲稱「只要拿支調羹對著麥克風敲破碗，就可以了」。
目前復興廣播電台擁有臺北總台、台中與高雄兩個分台。總台鄰近中華民國憲兵梅莊營區，並有便衣憲兵不定時巡邏。

## 廣播頻道
- 兩岸資訊網：台中FM 107.8，高雄AM594
- 大陸網：台北AM594，台中AM594
- 短波網：SW9410、9774、15375千赫

- 因中波頻率有DZBB-AM等電台蓋台而無法收聽。

## 短波網廣播頻率
- SW 9410、9774、15375kHz

播出时间为13:00-17:00，週日延長至18:00，但实际可能不按照上述播出时间播出，且9410kHz有可能与BBC World Service对东亚地区的英语广播互相干扰。

## 外部連結
- 復興廣播電臺